# Élections cantonales de 2011 en Loir-et-Cher
Les élections cantonales ont eu lieu les 20 et 27 mars 2011.

## Contexte départemental

### Assemblée départementale sortante
Avant les élections, le conseil général de Loir-et-Cher est présidé par Maurice Leroy (NC). Il comprend 30 conseillers généraux issus des 30 cantons de Loir-et-Cher. 15 d'entre eux sont renouvelables lors de ces élections. 
| Parti                             | Sigle | Élus |
| --------------------------------- | ----- | ---- |
| Majorité (18 sièges)              |       |      |
| Nouveau Centre                    | NC    | 9    |
| Divers droite                     | DVD   | 4    |
| Union pour un mouvement populaire | UMP   | 4    |
| MoDem                             | MoDem | 1    |
| Opposition (12 sièges)            |       |      |
| Parti socialiste                  | PS    | 8    |
| Divers gauche                     | DVG   | 4    |
| Président du conseil général      |       |      |
| Maurice Leroy (NC)                |       |      |

## Résultats à l'échelle du département

### Résultats en nombre de sièges
| Parti | Sièges mis en jeu | Élus | Évolution |
| ----- | ----------------- | ---- | --------- |
| DVD   | 4                 | 4    | =         |
| PS    | 5                 | 5    | =         |
| NC    | 3                 | 4    | +1        |
| UMP   | 2                 | 2    | =         |
| DVG   | 1                 | 0    | -1        |

### Assemblée départementale à l'issue des élections
| Parti                             | Sigle | Élus |
| --------------------------------- | ----- | ---- |
| Majorité (19 sièges)              |       |      |
| Nouveau Centre                    | NC    | 10   |
| Union pour un mouvement populaire | UMP   | 4    |
| Divers droite                     | DVD   | 4    |
| MoDem                             | MoDem | 1    |
| Opposition (11 sièges)            |       |      |
| Parti socialiste                  | PS    | 8    |
| Divers gauche                     | DVG   | 3    |
| Président du conseil général      |       |      |
| Maurice Leroy (NC)                |       |      |

## Résultats par canton

### Canton de Blois-2
| Candidats      | Candidats         | Étiquette      | Premier tour | Premier tour | Second tour | Second tour |
| Candidats      | Candidats         | Étiquette      | Voix         | %            | Voix        | %           |
| -------------- | ----------------- | -------------- | ------------ | ------------ | ----------- | ----------- |
|                | Michel Fromet*    | PS             | 1 408        | 33,04        | 2 419       | 58,90       |
|                | Julien Rutard     | UMP            | 985          | 23,11        | 1 688       | 41,10       |
|                | Grégory Kummel    | FN             | 795          | 18,65        |             |             |
|                | Thomas Prigent    | EÉLV           | 595          | 13,96        |             |             |
|                | Yves Olivier      | MRC            | 252          | 5,91         |             |             |
|                | Jean-Luc Malherbe | MoDem          | 227          | 5,33         |             |             |
|                |                   |                |              |              |             |             |
| Inscrits       | Inscrits          | Inscrits       | 9 930        | 100,00       | 9 930       | 100,00      |
| Abstentions    | Abstentions       | Abstentions    | 5 569        | 56,08        | 5 468       | 55,07       |
| Votants        | Votants           | Votants        | 4 361        | 43,92        | 4 462       | 44,93       |
| Blancs et nuls | Blancs et nuls    | Blancs et nuls | 99           | 2,27         | 355         | 7,96        |
| Exprimés       | Exprimés          | Exprimés       | 4 262        | 97,73        | 4 107       | 92,04       |

### Canton de Blois-3
| Candidats      | Candidats           | Étiquette      | Premier tour | Premier tour | Second tour | Second tour |
| Candidats      | Candidats           | Étiquette      | Voix         | %            | Voix        | %           |
| -------------- | ------------------- | -------------- | ------------ | ------------ | ----------- | ----------- |
|                | Geneviève Baraban*  | PS             | 1 463        | 37,93        | 2 328       | 60,91       |
|                | Christelle Ferre    | M-NC           | 972          | 25,20        | 1 494       | 39,09       |
|                | Miguel De Peyrecave | FN             | 729          | 18,90        |             |             |
|                | Aurore Tousch       | EÉLV           | 459          | 11,90        |             |             |
|                | Odile Soules        | PCF            | 185          | 4,80         |             |             |
|                | Sacha Chagnon       | SE             | 49           | 1,27         |             |             |
|                |                     |                |              |              |             |             |
| Inscrits       | Inscrits            | Inscrits       | 10 216       | 100,00       | 10 218      | 100,00      |
| Abstentions    | Abstentions         | Abstentions    | 6 292        | 61,59        | 6 156       | 60,25       |
| Votants        | Votants             | Votants        | 3 924        | 38,41        | 4 062       | 39,75       |
| Blancs et nuls | Blancs et nuls      | Blancs et nuls | 67           | 1,71         | 240         | 5,91        |
| Exprimés       | Exprimés            | Exprimés       | 3 857        | 98,29        | 3 822       | 94,09       |

### Canton de Blois-4
| Candidats      | Candidats             | Étiquette      | Premier tour | Premier tour | Second tour | Second tour |
| Candidats      | Candidats             | Étiquette      | Voix         | %            | Voix        | %           |
| -------------- | --------------------- | -------------- | ------------ | ------------ | ----------- | ----------- |
|                | Marc Gricourt*        | PS             | 727          | 51,38        | 1 214       | 73,89       |
|                | Michel Chassier       | FN             | 291          | 20,57        | 429         | 26,11       |
|                | Willi Spitz           | UMP            | 198          | 13,99        |             |             |
|                | Jean-Benoît Delaporte | PCF            | 96           | 6,78         |             |             |
|                | Françoise Beigbeder   | EÉLV           | 75           | 5,30         |             |             |
|                | Paul Pelletier        | PDF            | 28           | 1,98         |             |             |
|                |                       |                |              |              |             |             |
| Inscrits       | Inscrits              | Inscrits       | 5 154        | 100,00       | 5 154       | 100,00      |
| Abstentions    | Abstentions           | Abstentions    | 3 711        | 72,00        | 3 441       | 66,76       |
| Votants        | Votants               | Votants        | 1 443        | 28,00        | 1 713       | 33,24       |
| Blancs et nuls | Blancs et nuls        | Blancs et nuls | 28           | 1,94         | 70          | 4,09        |
| Exprimés       | Exprimés              | Exprimés       | 1 415        | 98,06        | 1 643       | 95,91       |

### Canton de Bracieux
Prime au sortant, le maire de Mont-près-Chambord, président de la communauté de communes du Pays de Chambord, Gilles Clément, anciennement DVG et dorénavant PS, qui remettait son siège en jeu a, à l'issue de ce premier tour, 47,2 % des voix exprimées soit 2 758 votes favorables. Il remporte son meilleur score, sans surprise, dans sa commune, avec près de 58 % des voix.
En seconde position, avec 1 281 votes soit 21,9 % des exprimés, la candidate de l'Union Pour le Loir-et-Cher (nom de la fédération locale de l'Union pour un mouvement populaire). Son meilleur score : Crouy-sur-Crosson, avec près de 36 % des voix.
Celle-ci est talonnée par le candidat frontiste, Monsieur Limelette avec 1 241 voix soit 21,2 %. Il acquiert son meilleur score dans la plus connue et la plus petite commune du canton : Chambord avec 48 % des voix.
Enfin, 4e et dernier candidat en nombre de votes exprimés favorables, l'un des plus jeunes candidats aux élections cantonales 2011 en France, le plus jeune dans le Loir-et-Cher, Monsieur Morin PCF, obtient 564 voix soit 9,7 % des suffrages. Tout comme M. Clément, M. Morin emporte son meilleur score à Mont-près-Chambord, avec plus de 13 % des voix.
Le second tour voit donc s'affronter M. Clément et Mme Langlais et cette dernière est nettement battue avec seulement 32,03 % des voix et 1 717 votes contre 3 644 voix pour le socialiste.
| Candidats      | Candidats        | Étiquette      | Premier tour | Premier tour | Second tour | Second tour |
| Candidats      | Candidats        | Étiquette      | Voix         | %            | Voix        | %           |
| -------------- | ---------------- | -------------- | ------------ | ------------ | ----------- | ----------- |
|                | Gilles Clément*  | PS             | 2 758        | 47,19        | 3 644       | 67,97       |
|                | Hélène Langlais  | UMP            | 1 281        | 21,92        | 1 717       | 32,03       |
|                | Robert Limelette | FN             | 1 241        | 21,24        |             |             |
|                | Olivier Morin    | PCF            | 564          | 9,65         |             |             |
|                |                  |                |              |              |             |             |
| Inscrits       | Inscrits         | Inscrits       | 12 936       | 100,00       | 12 936      | 100,00      |
| Abstentions    | Abstentions      | Abstentions    | 6 953        | 53,75        | 7 188       | 55,57       |
| Votants        | Votants          | Votants        | 5 983        | 46,25        | 5 748       | 44,43       |
| Blancs et nuls | Blancs et nuls   | Blancs et nuls | 139          | 2,32         | 387         | 6,73        |
| Exprimés       | Exprimés         | Exprimés       | 5 844        | 97,68        | 5 361       | 93,27       |

### Canton de Marchenoir
| Candidat       | Candidat           | Parti          | Premier tour | Premier tour | Second tour | Second tour |
| Candidat       | Candidat           | Parti          | Voix         | %            | Voix        | %           |
| -------------- | ------------------ | -------------- | ------------ | ------------ | ----------- | ----------- |
|                | André Boissonnet*  | DVD            | 1 054        | 42,30        | 1 311       | 53,73       |
|                | Marc Fesneau       | MoDem          | 711          | 28,53        | 1 129       | 46,27       |
|                | Georges Khomiakoff | PS             | 299          | 12,00        |             |             |
|                | Mathieu Bouquet    | FN             | 271          | 10,87        |             |             |
|                | André Mesas        | PCF            | 157          | 6,30         |             |             |
|                |                    |                |              |              |             |             |
| Inscrits       | Inscrits           | Inscrits       | 4 654        | 100,00       | 4 654       | 100,00      |
| Abstention     | Abstention         | Abstention     | 2 120        | 45,55        | 2 087       | 44,84       |
| Votants        | Votants            | Votants        | 2 534        | 54,45        | 2 567       | 55,16       |
| Blancs et nuls | Blancs et nuls     | Blancs et nuls | 42           | 1,66         | 127         | 4,95        |
| Exprimés       | Exprimés           | Exprimés       | 2 492        | 98,34        | 2 440       | 95,05       |

### Canton de Mondoubleau
| Candidat       | Candidat              | Parti          | Premier tour | Premier tour | Second tour | Second tour |
| Candidat       | Candidat              | Parti          | Voix         | %            | Voix        | %           |
| -------------- | --------------------- | -------------- | ------------ | ------------ | ----------- | ----------- |
|                | Jean Léger*           | DVD            | 1 201        | 47,87        | 1 511       | 62,21       |
|                | Karine Gloanec Maurin | PS             | 705          | 28,10        | 918         | 37,79       |
|                | Jacques Morland       | FN             | 431          | 17,18        |             |             |
|                | Laurent Leriche       | EÉLV           | 104          | 4,15         |             |             |
|                | Thierry Auger         | PCF            | 68           | 2,71         |             |             |
|                |                       |                |              |              |             |             |
| Inscrits       | Inscrits              | Inscrits       | 4 626        | 100,00       | 4 626       | 100,00      |
| Abstention     | Abstention            | Abstention     | 2 016        | 45,55        | 2 022       | 44,84       |
| Votants        | Votants               | Votants        | 2 610        | 54,45        | 2 604       | 55,16       |
| Blancs et nuls | Blancs et nuls        | Blancs et nuls | 101          | 3,87         | 175         | 6,72        |
| Exprimés       | Exprimés              | Exprimés       | 2 509        | 96,13        | 2 429       | 93,28       |

### Canton de Montoire-sur-le-Loir
| Candidats      | Candidats         | Étiquette      | Premier tour | Premier tour | Second tour | Second tour |
| Candidats      | Candidats         | Étiquette      | Voix         | %            | Voix        | %           |
| -------------- | ----------------- | -------------- | ------------ | ------------ | ----------- | ----------- |
|                | Philippe Mercier  | DVD            | 1 146        | 30,37        | 1 919       | 51,00       |
|                | Guy Moyer         | PS             | 1 100        | 29,15        | 1 844       | 49,00       |
|                | Michel Chartier   | FN             | 661          | 17,52        |             |             |
|                | Jean-Yves Narquin | M              | 565          | 14,97        |             |             |
|                | Michel Pichot     | PCF            | 223          | 5,91         |             |             |
|                | Jeanne Dumont     | PDF            | 78           | 2,07         |             |             |
|                |                   |                |              |              |             |             |
| Inscrits       | Inscrits          | Inscrits       | 7 175        | 100,00       | 7 175       | 100,00      |
| Abstentions    | Abstentions       | Abstentions    | 3 244        | 45,21        | 3 187       | 43,81       |
| Votants        | Votants           | Votants        | 3 931        | 54,79        | 4 088       | 56,19       |
| Blancs et nuls | Blancs et nuls    | Blancs et nuls | 158          | 4,02         | 325         | 7,95        |
| Exprimés       | Exprimés          | Exprimés       | 3 773        | 95,98        | 3 763       | 92,05       |

### Canton de Montrichard
| Candidat       | Candidat             | Parti          | Premier tour | Premier tour | Second tour | Second tour |
| Candidat       | Candidat             | Parti          | Voix         | %            | Voix        | %           |
| -------------- | -------------------- | -------------- | ------------ | ------------ | ----------- | ----------- |
|                | Jean-Marie Janssens* | M-NC           | 3 152        | 49,60        | 4 027       | 68,91       |
|                | Alban Prou           | PS             | 1 116        | 17,56        | 1 817       | 31,09       |
|                | Gérard Lajoie        | FN             | 876          | 13,78        |             |             |
|                | Christian Goemaere   | SE             | 867          | 13,64        |             |             |
|                | Bernard Monteil      | PCF            | 344          | 5,41         |             |             |
|                |                      |                |              |              |             |             |
| Inscrits       | Inscrits             | Inscrits       | 11 803       | 100,00       | 11 804      | 100,00      |
| Abstention     | Abstention           | Abstention     | 5 331        | 45,17        | 5 628       | 47,68       |
| Votants        | Votants              | Votants        | 6 472        | 54,83        | 6 176       | 52,32       |
| Blancs et nuls | Blancs et nuls       | Blancs et nuls | 117          | 1,81         | 332         | 5,38        |
| Exprimés       | Exprimés             | Exprimés       | 6 355        | 98,19        | 5 844       | 94,62       |

### Canton de Neung-sur-Beuvron
| Candidats      | Candidats             | Étiquette      | Premier tour | Premier tour | Second tour | Second tour |
| Candidats      | Candidats             | Étiquette      | Voix         | %            | Voix        | %           |
| -------------- | --------------------- | -------------- | ------------ | ------------ | ----------- | ----------- |
|                | Claude Beaufils*      | UMP            | 1 066        | 46,80        | 1 303       | 61,84       |
|                | Jean-Jacques Delaitre | SE             | 558          | 24,50        | 804         | 38,16       |
|                | Hugues Monteil        | FN             | 490          | 21,51        |             |             |
|                | Pierre Mace           | PCF            | 164          | 7,20         |             |             |
|                |                       |                |              |              |             |             |
| Inscrits       | Inscrits              | Inscrits       | 4 672        | 100,00       |             | 100,00      |
| Abstentions    | Abstentions           | Abstentions    | 2 338        | 50,04        | 2 427       | 51,95       |
| Votants        | Votants               | Votants        | 2 334        | 49,96        | 2 245       | 48,05       |
| Blancs et nuls | Blancs et nuls        | Blancs et nuls | 56           | 2,40         | 138         | 6,15        |
| Exprimés       | Exprimés              | Exprimés       | 2 278        | 97,60        | 2 107       | 93,85       |

### Canton d'Ouzouer-le-Marché
| Candidats      | Candidats           | Étiquette      | Premier tour | Premier tour |
| Candidats      | Candidats           | Étiquette      | Voix         | %            |
| -------------- | ------------------- | -------------- | ------------ | ------------ |
|                | Bernard Dutray*     | DVD            | 1 148        | 54,00        |
|                | Dominique Jiovannal | FN             | 434          | 20,41        |
|                | Frédéric Lucereau   | DVG            | 327          | 15,38        |
|                | Pascal Chemin       | PCF            | 217          | 10,21        |
|                |                     |                |              |              |
| Inscrits       | Inscrits            | Inscrits       | 3 957        | 100,00       |
| Abstentions    | Abstentions         | Abstentions    | 1 748        | 44,17        |
| Votants        | Votants             | Votants        | 2 209        | 55,83        |
| Blancs et nuls | Blancs et nuls      | Blancs et nuls | 83           | 3,76         |
| Exprimés       | Exprimés            | Exprimés       | 2 126        | 96,24        |

### Canton de Romorantin-Lanthenay-Nord
| Candidats      | Candidats         | Étiquette      | Premier tour | Premier tour | Second tour | Second tour |
| Candidats      | Candidats         | Étiquette      | Voix         | %            | Voix        | %           |
| -------------- | ----------------- | -------------- | ------------ | ------------ | ----------- | ----------- |
|                | Jeanny Lorgeoux*  | PS             | 2 242        | 52,57        | 3 053       | 71,65       |
|                | François Gabillas | FN             | 825          | 19,34        | 1 208       | 28,35       |
|                | Édouard De Tappie | M-NC           | 652          | 15,29        |             |             |
|                | Chantal Rebout    | EÉLV           | 273          | 6,40         |             |             |
|                | Naïve Rodier      | PCF            | 203          | 4,76         |             |             |
|                | Marilyne Hariti   | DLR            | 70           | 1,64         |             |             |
|                |                   |                |              |              |             |             |
| Inscrits       | Inscrits          | Inscrits       | 9 416        | 100,00       | 9 416       | 100,00      |
| Abstentions    | Abstentions       | Abstentions    | 5 045        | 53,58        | 4 826       | 51,25       |
| Votants        | Votants           | Votants        | 4 371        | 46,42        | 4 590       | 48,75       |
| Blancs et nuls | Blancs et nuls    | Blancs et nuls | 106          | 2,43         | 329         | 7,17        |
| Exprimés       | Exprimés          | Exprimés       | 4 265        | 97,57        | 4 261       | 92,83       |

### Canton de Romorantin-Lanthenay-Sud
| Candidat       | Candidat            | Parti          | Premier tour | Premier tour | Second tour | Second tour |
| Candidat       | Candidat            | Parti          | Voix         | %            | Voix        | %           |
| -------------- | ------------------- | -------------- | ------------ | ------------ | ----------- | ----------- |
|                | Jean-Marie Bisson*  | UMP            | 1 088        | 36,42        | 1 479       | 50,44       |
|                | Michel Guimonet     | PS             | 1 052        | 35,22        | 1 453       | 49,56       |
|                | Alain Retsin        | FN             | 560          | 18,75        |             |             |
|                | Yannick Griveau     | PCF            | 184          | 6,16         |             |             |
|                | Jean-Claude Darnige | DVD            | 103          | 3,45         |             |             |
|                |                     |                |              |              |             |             |
| Inscrits       | Inscrits            | Inscrits       | 6 733        | 100,00       | 6 734       | 100,00      |
| Abstention     | Abstention          | Abstention     | 3 645        | 54,14        | 3 585       | 53,24       |
| Votants        | Votants             | Votants        | 3 088        | 45,86        | 3 149       | 46,76       |
| Blancs et nuls | Blancs et nuls      | Blancs et nuls | 101          | 3,27         | 217         | 6,89        |
| Exprimés       | Exprimés            | Exprimés       | 2 987        | 96,73        | 2 928       | 93,11       |

### Canton de Salbris
| Candidats      | Candidats              | Étiquette      | Premier tour | Premier tour | Second tour | Second tour |
| Candidats      | Candidats              | Étiquette      | Voix         | %            | Voix        | %           |
| -------------- | ---------------------- | -------------- | ------------ | ------------ | ----------- | ----------- |
|                | Michel Leroux*         | M-NC           | 1 503        | 29,64        | 2 554       | 54,46       |
|                | Patricia Harrault-Bras | PS             | 936          | 18,46        | 2 136       | 45,54       |
|                | Isabelle Gasselin      | SE             | 876          | 17,28        |             |             |
|                | Gérard Vignier         | FN             | 761          | 15,01        |             |             |
|                | Jean-Pierre Albertini  | DVD            | 688          | 13,57        |             |             |
|                | Marc Jourdain          | FG PCF         | 199          | 3,93         |             |             |
|                | Jean Bernard           | DVD            | 107          | 2,11         |             |             |
|                |                        |                |              |              |             |             |
| Inscrits       | Inscrits               | Inscrits       | 10 950       | 100,00       | 10 950      | 100,00      |
| Abstentions    | Abstentions            | Abstentions    | 5 745        | 46,76        | 5 920       | 44,17       |
| Votants        | Votants                | Votants        | 5 205        | 53,24        | 5 030       | 55,83       |
| Blancs et nuls | Blancs et nuls         | Blancs et nuls | 135          | 2,59         | 340         | 6,76        |
| Exprimés       | Exprimés               | Exprimés       | 5 070        | 97,41        | 4 690       | 93,24       |

### Canton de Savigny-sur-Braye
| Candidats      | Candidats          | Étiquette      | Premier tour | Premier tour |
| Candidats      | Candidats          | Étiquette      | Voix         | %            |
| -------------- | ------------------ | -------------- | ------------ | ------------ |
|                | Bernard Bonhomme*  | DVD            | 1 306        | 53,00        |
|                | Francis Hémon      | DVG            | 542          | 22,00        |
|                | Jean-Pierre Bulois | FN             | 440          | 17,86        |
|                | Christian Leroy    | PCF            | 126          | 5,11         |
|                | Laurence Gaudin    | PDF            | 50           | 2,03         |
|                |                    |                |              |              |
| Inscrits       | Inscrits           | Inscrits       | 4 750        | 100,00       |
| Abstentions    | Abstentions        | Abstentions    | 2 212        | 46,57        |
| Votants        | Votants            | Votants        | 2 538        | 53,43        |
| Blancs et nuls | Blancs et nuls     | Blancs et nuls | 74           | 2,92         |
| Exprimés       | Exprimés           | Exprimés       | 2 464        | 97,08        |

### Canton de Vendôme-2
Dans ce canton, là aussi, prime au sortant, la conseillère du maire de Vendôme et vice-présidente du conseil général de Loir-et-Cher Monique Gibotteau, candidate UPLC Union pour un mouvement populaire qui remettait son siège en jeu a obtenu, à l'issue de ce premier tour, 38,2 % des voix exprimées soit 2 079 votes favorables. C'est dans le village de Villerable que Mme Gibotteau enregistre son meilleur score avec 41,8 % des votes. (84/201 voix) En revanche, c'est à Saint-Ouen, deuxième commune du canton que la conseillère sortante obtient son pire score, 30,3 % des votes. (423/1396 voix)
En seconde position, avec 1 391 votes soit 25,5 % des exprimés, le candidat du Parti socialiste. M. Marion arrive premier uniquement à St-Ouen où il obtient son meilleur score : 37,7 % des votes. En revanche, la plus petite commune du canton, Villersfaux, lui a offert son pire score : seulement 7,7 % des votes (7/91 voix).
Vient ensuite le candidat Front national avec 774 voix soit 14,2 %. (meilleur score ➜ Villerable, 20,4 %, pire score ➜ Areines, 11,1 %)
Ensuite, viennent les candidats PCF-FG et EÉLV avec respectivement 9,6 % (522 voix) (meilleur : Villerfaux, 14,3 % ; pire : Villerable, 4,5 %) et 8,8 % (480 voix) (meilleur : Villerable, 11 %, pire : Villersfaux, 5,5 %). Enfin, 6e et dernier pour le canton, le candidat MoDem obtient 202 voix soit 3,7 % des suffrages. (meilleur : Meslay, 5,3 %, pire : Villersfaux, 2,2 %)
Le second tour voit une victoire assez courte de Mme Gibotteau sur M. Marion par 51,41 % des votes.
| Candidats      | Candidats          | Étiquette      | Premier tour | Premier tour | Second tour | Second tour |
| Candidats      | Candidats          | Étiquette      | Voix         | %            | Voix        | %           |
| -------------- | ------------------ | -------------- | ------------ | ------------ | ----------- | ----------- |
|                | Monique Gibotteau* | M-NC           | 2 079        | 30,37        | 2 745       | 51,41       |
|                | Christophe Marion  | PS             | 1 391        | 29,15        | 2 594       | 48,59       |
|                | Thierry Bouquet    | FN             | 774          | 17,52        |             |             |
|                | Patrick Callu      | FG PCF         | 522          | 14,97        |             |             |
|                | Frédéric Tricot    | EÉLV           | 480          | 5,91         |             |             |
|                | Jean-Paul Tapia    | MoDem          | 202          | 2,07         |             |             |
|                |                    |                |              |              |             |             |
| Inscrits       | Inscrits           | Inscrits       | 10 987       | 100,00       | 10 987      | 100,00      |
| Abstentions    | Abstentions        | Abstentions    | 5 409        | 49,23        | 5 316       | 48,38       |
| Votants        | Votants            | Votants        | 5 578        | 50,77        | 5 671       | 51,62       |
| Blancs et nuls | Blancs et nuls     | Blancs et nuls | 130          | 2,33         | 332         | 5,85        |
| Exprimés       | Exprimés           | Exprimés       | 5 448        | 97,67        | 5 339       | 94,15       |